# Тунгуи, Поль
Поль Тунгуи (фр. Paul Toungui; 7 сентября 1950) — государственный, дипломатический и политический деятель Габона.

## Биография
Из этнической группы обамба с юго-востока Габона. Изучал математику в Клермон-Ферране во Франции. В 1983—1990 годах работал генеральным директором Института экономики и финансов Габона).
Член Габонской демократической партии. На парламентских выборах 1990 года был избран в Национальное собрание Габона от демократической партии. В том же году занял пост министра финансов, занимал кресло до марта 1994 года.
С марта 1994 года по январь 2001 года П. Тунгуи занимал пост министра горнодобывающей промышленности, энергетики и нефтедобычи. В январе 1999 года — министр водных ресурсов стране.
На парламентских выборах в 1996, 2001 и в 2006 годах получал депутатский парламентский мандат. С января 2001 года по октябрь 2008 года работал министром экономики, финансов, бюджета и приватизации.
9 октября 2008 года занял пост министра иностранных дел, сотрудничества франкоязычных стран и региональной интеграции). П. Тунгуи сохранил свою должность в правительстве премьер-министра Поля Бийоге Мба. Уволен из состава правительства в 2012 году.

## Семья
Женат на Паскалин Бонго, дочери Эль-Хаджа Ома́ра Бо́нго Онди́мба, который был президентом Габона с 1967 по 2009 год.